# 198
198（一百九十八）是197與199之間的自然數。

## 數學性質
- 合數，正因數有1、2、3、6、9、11、18、22、33、66、99和198。
質因數分解為{\displaystyle 2\times 3^{2}\times 11}。
- 第45個過剩數，真因數和為270，盈度為72。前一個為196、下一個為200。
  - 第46個半完全數，和為本身的其中一組因數為1、 2、 3、 9、 11、 18、 22、 33、 99。前一個為196、下一個為200。
- 第23個十进制的自我數。前一個為187、下一個為209。
- 第58個十进制的哈沙德數。前一個為195、下一個為200。
- 十进制的奢侈數。
- 相反數-198為殭屍數，即位數和（首位含負號）的平方與自身的和大於零的負數，即{\displaystyle {{-{198}}+{{\left({{{-{1}}+{9}}+{8}}\right)}^{2}}}=58}。前一個為-199，後一個為-197（OEIS數列A328933）。